# Lyssomanes bryantae
Lyssomanes bryantae är en spindelart som beskrevs av Arthur M. Chickering 1946. Lyssomanes bryantae ingår i släktet Lyssomanes och familjen hoppspindlar. Inga underarter finns listade i Catalogue of Life.